# Elattoneura flavifacies
Elattoneura flavifacies – gatunek ważki z rodziny pióronogowatych (Platycnemididae). Znany jest jedynie z trzech okazów odłowionych na dwóch stanowiskach w północno-zachodniej Zambii oraz jednego okazu ze stanowiska w południowej Demokratycznej Republice Konga; możliwe jednak, że zasięg występowania gatunku jest znacznie szerszy.